# Giocattoli di latta

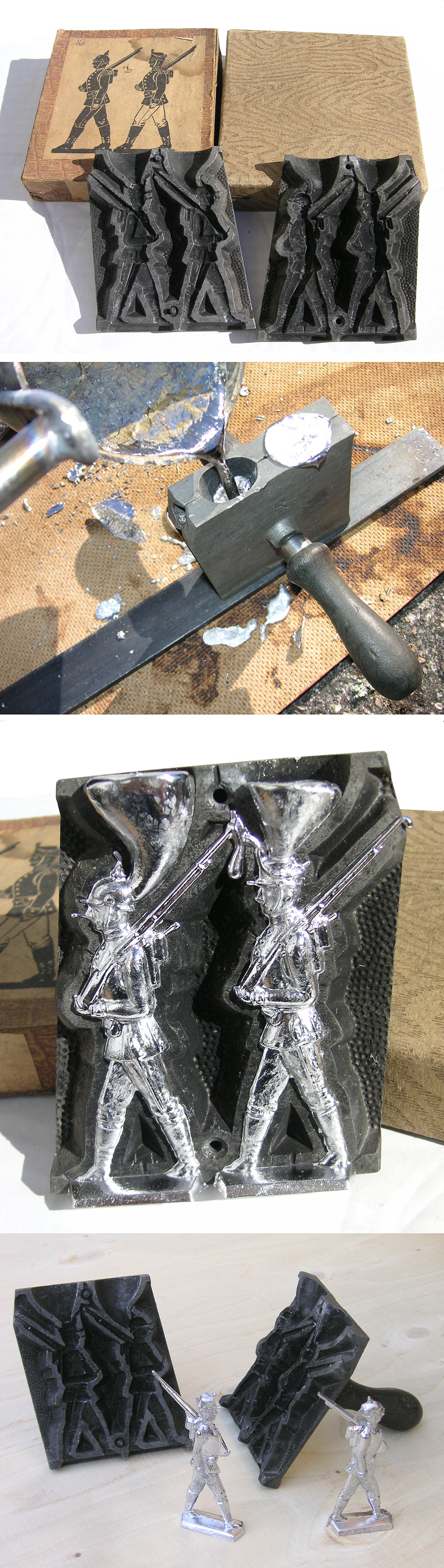
Esemplificazione dei passaggi della realizzazione di soldatini di latta

Con giocattoli di latta si intendono quei giocattoli, di moda tra Ottocento e Novecento, realizzati industrialmente con la latta cromolitografata, fatta colare in stampi di cui spesso i giocattoli portavano i segni nei punti di giunzione dei due stampi, con le sbavature del metallo in rilievo.
In Italia, la lavorazione della latta per la produzione di giocattoli ebbe un periodo fortunato negli anni venti, sull'onda della moda già diffusa all'estero, come dimostra il successo di aziende come la Cardini e la Metalgraf di Milano.
Tra i giocattoli più richiesti vi sono le automobiline di latta, le trottole, e i soldatini.

## Storia
La latta è stata utilizzata nella produzione di giocattoli a partire dalla metà del XIX secolo. L'invenzione delle macchine per lo stampaggio della lamiera nel 1815 ha permesso la produzione in serie di giocattoli economici. I giocattoli di latta erano realizzati con sottili fogli di acciaio placcati con stagno ed erano un sostituto economico e durevole dei giocattoli di legno. Erano originariamente assemblati e dipinti a mano. I giocattoli di latta a molla hanno avuto origine in Germania negli anni '50 dell'Ottocento. Alla fine degli anni '80 dell'Ottocento la stampa offset è stata utilizzata per stampare disegni su latta. La natura leggera dei giocattoli di latta ha permesso loro di essere spediti a un costo inferiore e più facilmente rispetto ai giocattoli in ghisa più pesanti.
La Germania era il principale produttore di giocattoli di latta al mondo all'inizio del XX secolo. Il più famoso produttore tedesco di giocattoli di latta era Ernst Paul Lehmann, che si dice abbia esportato il 90% dei suoi giocattoli. Francia e Inghilterra si unirono a questa produzione e non passò molto tempo prima che centinaia di migliaia di questi giocattoli (detti "Penny toys", ossia "da un centesimo" poiché poco costosi) venissero prodotti. La produzione di giocattoli di latta negli Stati Uniti iniziò prima di quel periodo, soprattutto quando furono aperte miniere di stagno nell'Illinois, che fornivano materie prime facilmente reperibili ed economiche. Diverse aziende manifatturiere si affrettarono a recuperare terreno all'inizio del XX secolo, ma fu solo dopo la prima guerra mondiale, in cui si era sviluppato un forte sentimento antitedesco, che iniziarono a ottenere veri guadagni. C'era una crescente domanda di prodotti realizzati negli Stati Uniti e negli anni '20 le aziende americane avevano superato la concorrenza. L'azienda più grande e di maggior successo dagli anni '20 agli anni '60 fu la Louis Marx and Company. Marx produsse un numero enorme di progetti e fece affidamento su grandi volumi di vendita per mantenere bassi i prezzi.
La produzione di giocattoli di latta fu interrotta durante la seconda guerra mondiale a causa della necessità di materie prime per lo sforzo bellico. Dopo la guerra, i giocattoli di latta continuarono ad aumentare in popolarità in Inghilterra attraverso l'azienda Chad Valley e furono prodotti in gran numero anche in Giappone. Sotto l'occupazione, ai produttori in Giappone fu concesso il diritto di riprendere la produzione. L'idea era di dare al Giappone tutti i bassi profitti; la produzione ad alta manodopera e le aziende statunitensi potevano vendere il prodotto importato. Questa politica funzionò meglio di quanto si aspettassero e il Giappone divenne una forza produttiva di giocattoli di latta fino alla fine degli anni '50. Negli anni '60 la plastica più economica e le nuove normative di sicurezza governative posero fine al commercio di massa dei giocattoli di latta. In epoca moderna, la Cina ha assunto il ruolo di principale paese produttore di giocattoli di latta.

## Robot di latta
I robot di latta sono un tipo di giocattolo di latta altamente collezionabile. Classici come Mr Atomic Robot e Robby il robot del film Il pianeta proibito possono essere venduti per diverse migliaia di dollari.

## Galleria d'immagini

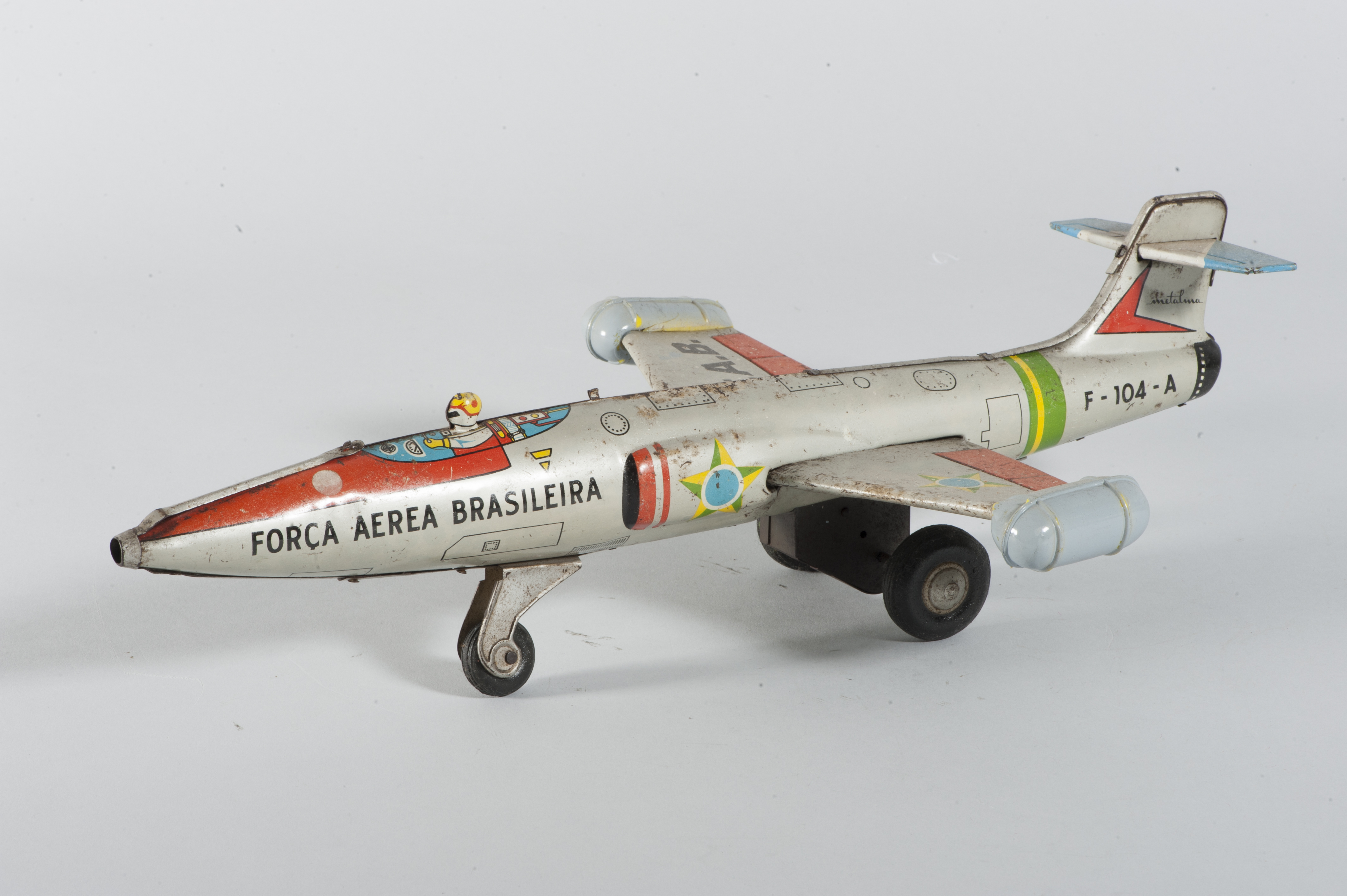
Aeroplano in latta
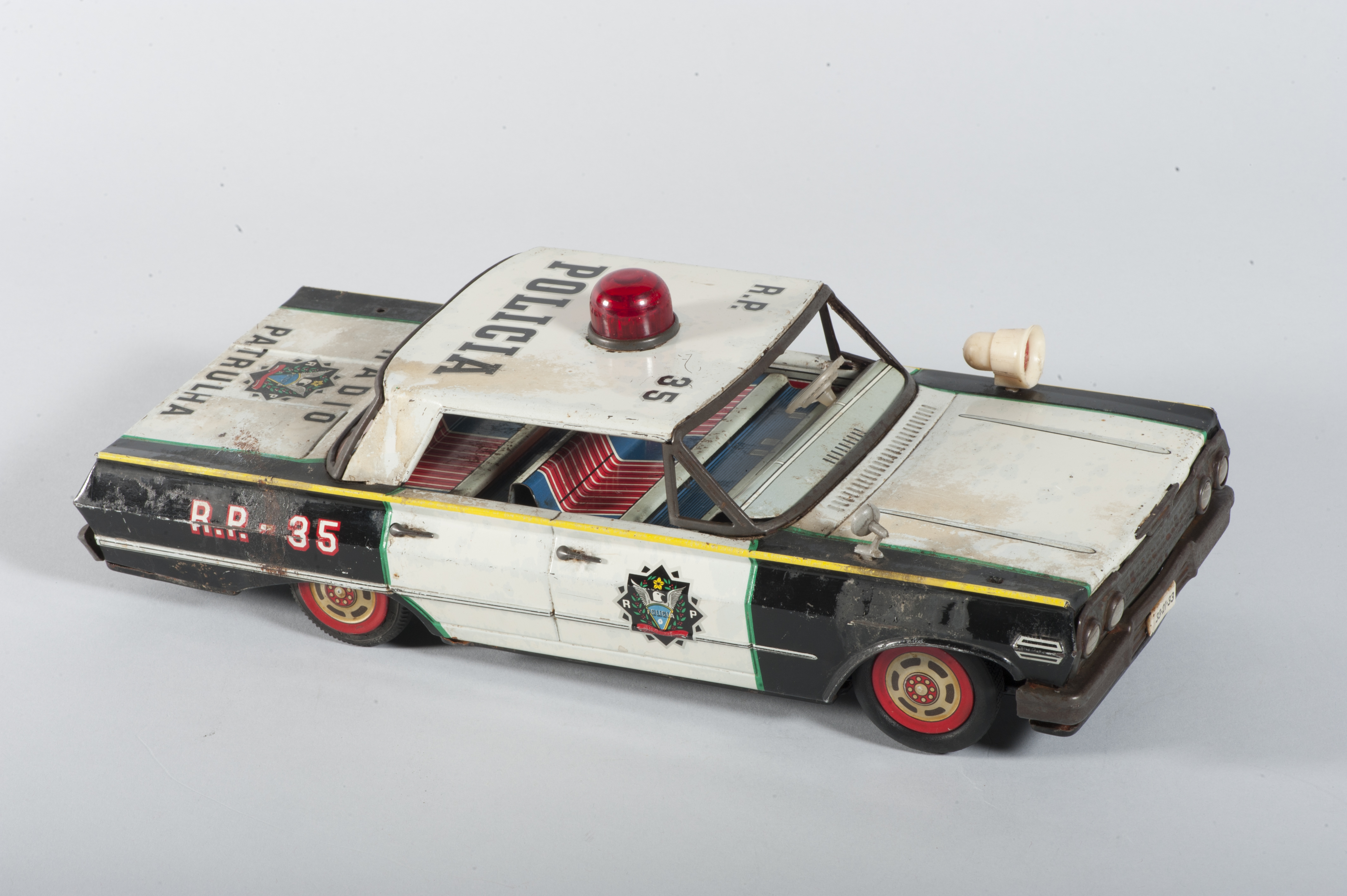
Automobile in latta
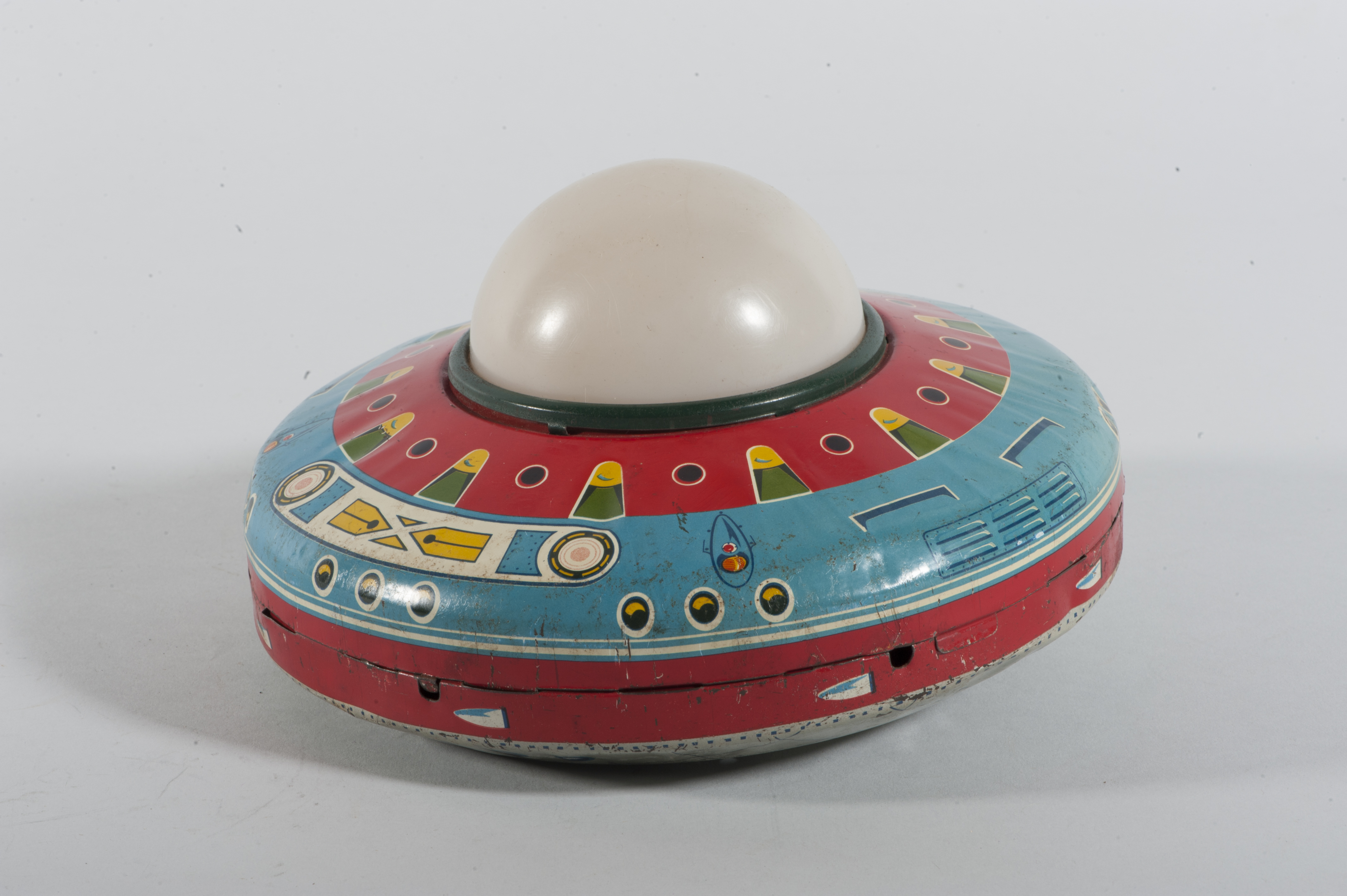
Disco volante in latta
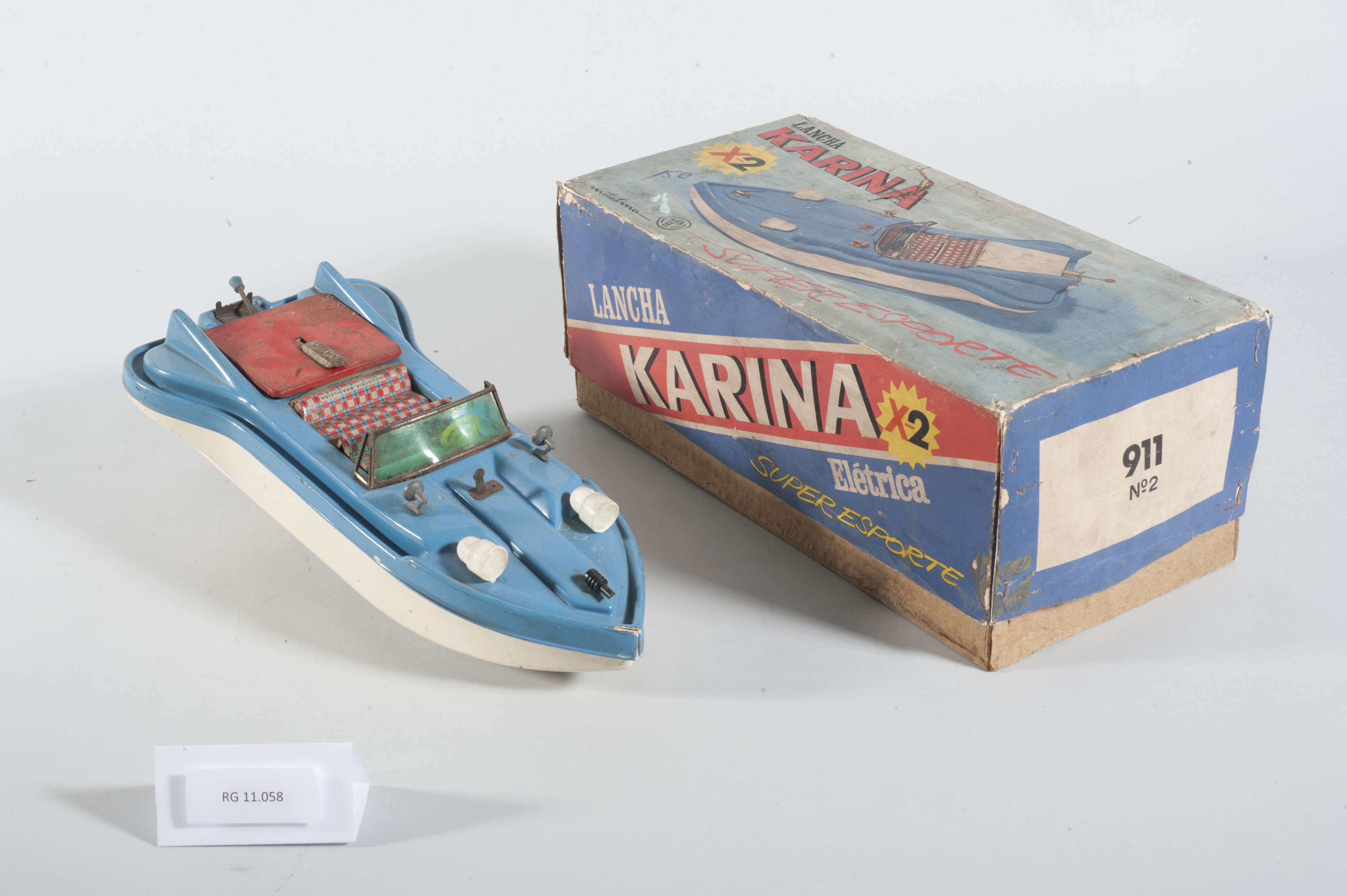
Barca in latta con confezione originale